# Estatuto

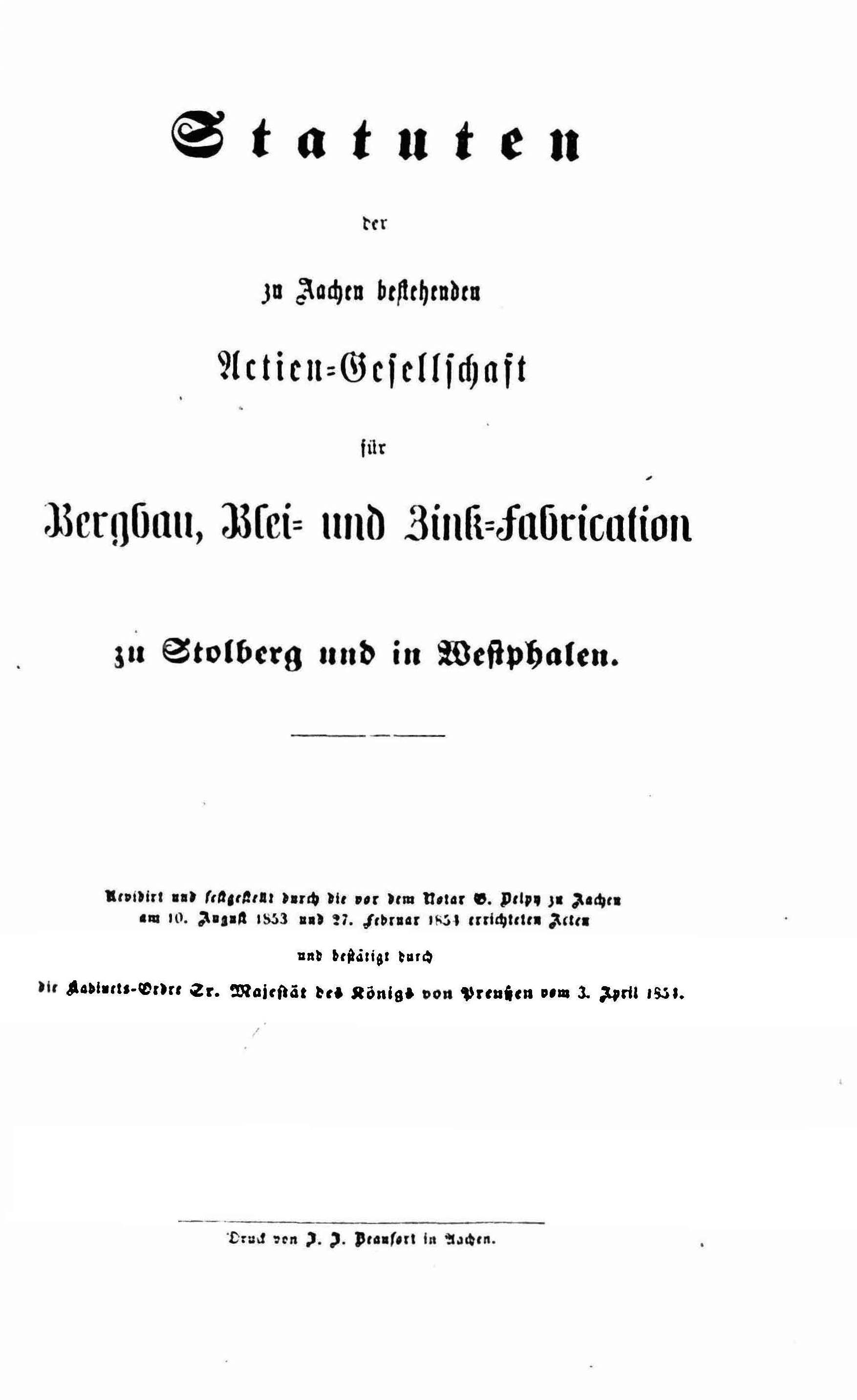
Estatutos de Bergbau AG sobre Stolberg y Westfalia (1854)

Estatuto es cualquier ordenamiento eficaz para obligar, como un contrato o un testamento. Un segundo significado es el proveniente de los países anglosajones, donde “statute” significa ley aprobada por un parlamento.

## Normas generales
Un ejemplo, en España, es el del Estatuto de los Trabajadores, que es el nombre que recibe la ley que regula las relaciones laborales y derechos sindicales (formalmente, la Ley es un Real Decreto Legislativo). También en España, se pueden mencionar a los Estatutos de Autonomía, que son las normas que regulan las competencias de cada comunidad autónoma (existe un estatuto para cada comunidad). En este caso, el nombre estatuto implica que se trata de una norma especial, en la cual hay un sistema de aprobación especial conjunta entre el parlamento autonómico y del estado.

## Estatutos de una sociedad
En Derecho societario recibe el nombre de estatutos aquella norma, acordada por los socios o el o los fundadores, que regula el funcionamiento de una persona jurídica, ya sea una sociedad, una asociación o una fundación. En general, es común a todo tipo de organismos colegiados, incluyendo entidades sin personalidad jurídica.
Sus funciones fundamentales, entre otras, son las siguientes:
- Regular el funcionamiento de la entidad frente a terceros (por ejemplo, normas para la toma de decisiones, representantes, etc.).
- Regular los derechos y obligaciones de los miembros y las relaciones entre estos.

En este caso, la norma tiene efectos fundamentalmente inter partes.